# Aristaeopsis edwardsiana
Aristaeopsis edwardsiana är en kräftdjursart som först beskrevs av J. Y. Johnson 1868.  Aristaeopsis edwardsiana ingår i släktet Aristaeopsis och familjen Aristeidae. Inga underarter finns listade i Catalogue of Life.

## Bildgalleri

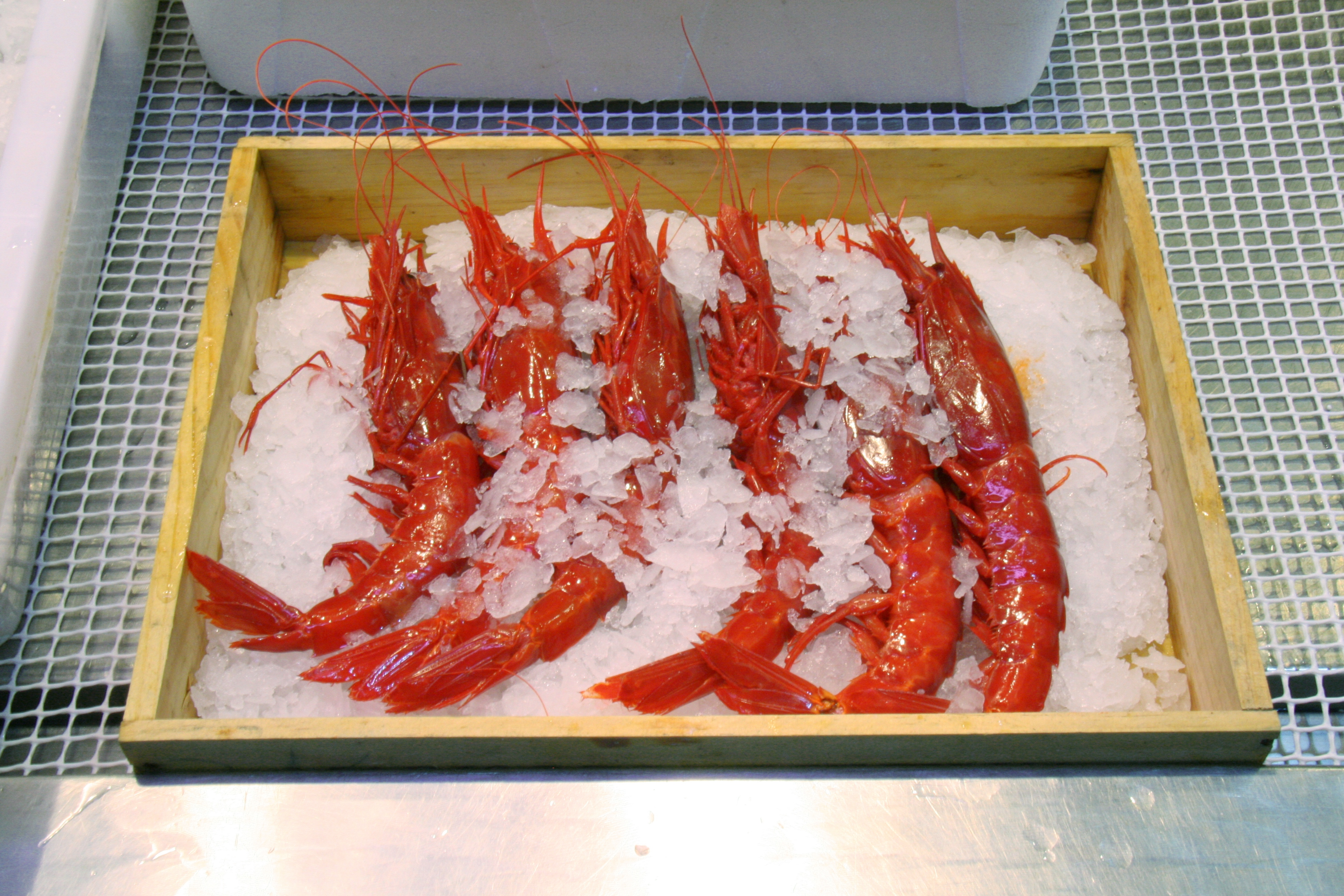
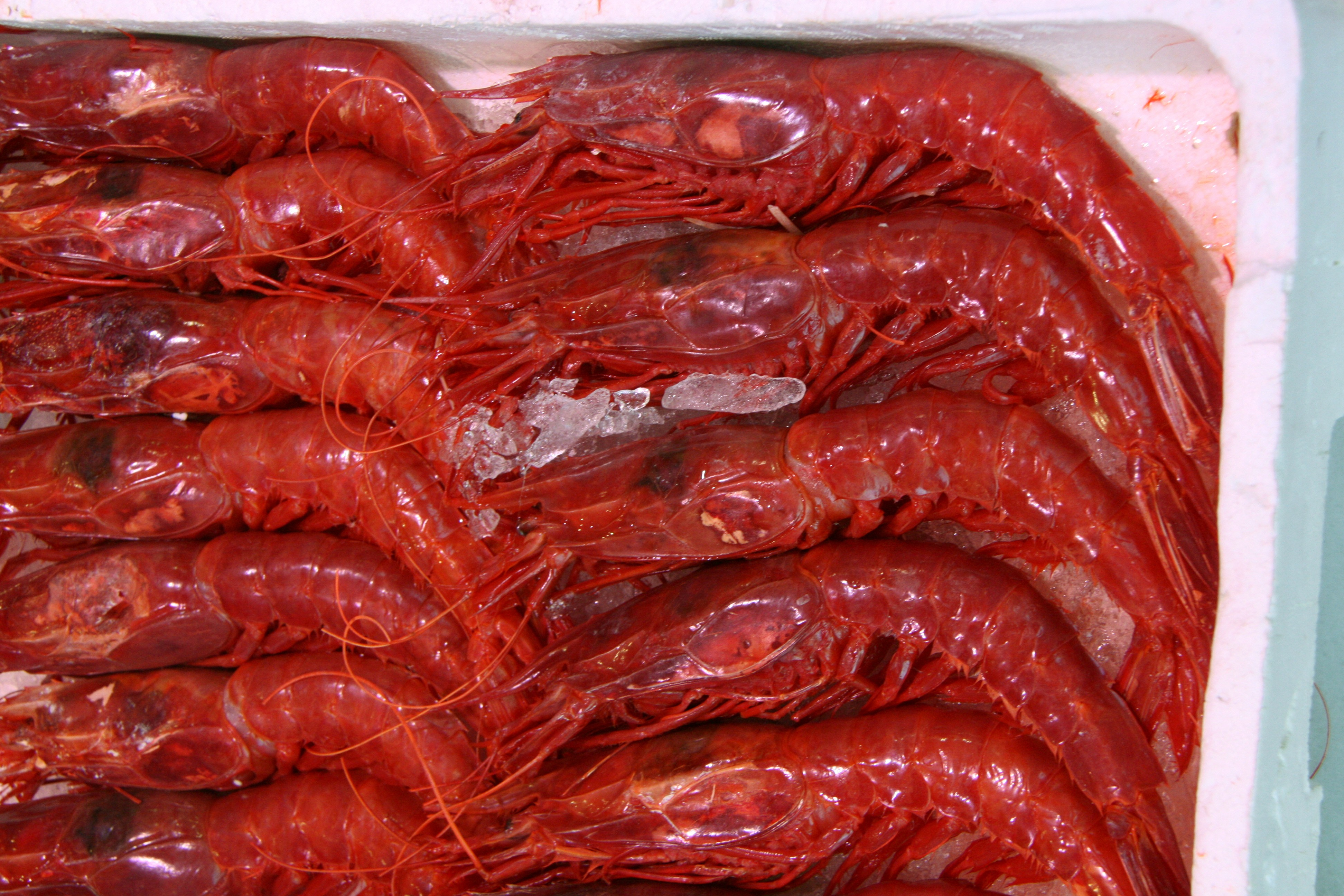